# Cerdedo-Cotobade
Cerdedo-Cotobade egy község Spanyolországban, Pontevedra tartományban. Cerdedo-Cotobade Forcarei, Campo Lameiro és A Estrada községekkel határos. Lakosainak száma 5705 fő (2024). Cerdedo és Cotobade községek 2016-ban történt egyesüléséből jött létre.

## Népesség
A község népessége az elmúlt években az alábbi módon változott:
| Lakosok száma | 6107 | 5815 | 5699 | 5697 | 5719 | 5697 | 5687 | 5705 |
|               | 2017 | 2018 | 2019 | 2020 | 2021 | 2022 | 2023 | 2024 |